# Opština Bosilovo
Opština Bosilovo (makedonsky Општина Босилово) je jednou z 80 opštin v Severní Makedonii. Rozkládá se v jihovýchodní části Jihovýchodního regionu. Její rozloha je 161,99 km² a v roce 2002 zde žilo 14 260 obyvatel. Správním centrem opštiny je vesnice Bosilovo.

## Popis

Vesnice v opštině Bosilovo

Opštinu tvoří 16 vesnic, jimiž jsou:
| Jméno obce  | makedonsky  |  |  | Jméno obce     | makedonsky     |
| ----------- | ----------- |  |  | -------------- | -------------- |
| Bosilovo    | Босилово    |  |  | Radovo         | Радово         |
| Borijevo    | Бориево     |  |  | Robovo         | Робово         |
| Gečerlija   | Гечерлија   |  |  | Saraj          | Сарај          |
| Drvoš       | Дрвош       |  |  | Sekirnik       | Секирник       |
| Ednokukjevo | Еднокуќево  |  |  | Staro Baldovci | Старо Балдовци |
| Ilovica     | Иловица     |  |  | Turnovo        | Турново        |
| Monospitovo | Моноспитово |  |  | Hamzali        | Хамзали        |
| Petralinci  | Петралинци  |  |  | Štuka          | Штука          |

Sousedními opštinami jsou:
Berovo na severu, Novo Selo na východě, Strumice na jihu a Vasilevo na západě.

## Poloha

Opština Bosilovo - Severní Makedonie

Jižní část území se rozkládá v nadmořské výšce zhruba 200 – 300 m v nížině řeky Strumica a jejího přítoku řeky Turija. Směrem k severu se území zvedá do pohoří Ogražden, kde nadmořská výška dosahuje až 1550 m.

## Doprava
Při jižním okraji prochází územím opštiny hlavní silnice A4. Vede z města Strumica směrem na východ na hranici s Bulharskem. Na území opštiny odbočuje ze silnice A4 k severu jediná silnice s označením R1302, která prochází západním okrajem pohoří Ogražden do opštiny Berovo.

## Zajímavosti
Na území opštiny se nalézá řada archeologických nalezišť z pozdní antiky.